# L'esorcista II - L'eretico
L'esorcista II - L'eretico (Exorcist II: The Heretic) è un film del 1977 diretto da John Boorman. Si propone come primo sequel del film cult L'esorcista (1973).

## Trama
La giovane Regan MacNeil, a seguito dell'esorcismo nel quale persero la vita padre Lankester Merrin e padre Damien Karras (quest'ultimo è stato un personaggio fondamentale nel primo film, ma in questo sequel, stranamente, sembra non essere mai esistito), conserva sogni angosciosi e confusi, dai quali la sta curando la dottoressa Gene Tuskin tramite una terapia particolare: mediante una apparecchiatura, provoca uno stato di "ipnosi sincronizzata" e segue la paziente nei vari passaggi della sua "trance". 
Il gesuita padre Philip Lamont viene incaricato dai suoi superiori di indagare sulla morte di padre Merrin per stabilire la fondatezza o meno d'un sospetto di eresia nell'operato dell'anziano esorcista tragicamente deceduto. Lamont raggiunge l'istituto psichiatrico, segue e prende parte alle sedute dirette dalla dottoressa Tuskin, ma non condivide le positivistiche diagnosi della stessa. 
Deciso a incontrare direttamente il suo nemico, in base a quanto ha ricavato dai ricordi della ragazza, si reca nell'Africa orientale per combattere Pazuzu, antico demone che infesta la Terra come spirito locusta. Lo scontro equatoriale mette in pericolo la stessa fede del reverendo al quale il superiore toglie l'incarico, tacciandolo di eresia. 
Ciò nonostante, padre Lamont corre a Washington, insieme a Regan, nella casa dove Merrin perse la vita. Qui affronta Pazuzu, il quale scatena un forte terremoto che distrugge la casa. Si scoprirà infatti che il demone perseguitava Regan perché ella stessa aveva dei poteri (anche se non verrà chiarito quali) da sensitiva; Pazuzu perseguitava infatti tutte le persone con lo stesso dono di Regan. Padre Lamont riesce a strappare il cuore di pietra della Regan posseduta e a liberare per sempre la ragazza dal male.

## Produzione

### Sviluppo
Lo scrittore e produttore William Peter Blatty e il regista William Friedkin non volevano essere coinvolti nella lavorazione del sequel dell'Esorcista.
Il drammaturgo William Goodhart venne incaricato di scrivere la sceneggiatura, intitolata The Heretic e basata sulle teorie di Pierre Teilhard de Chardin (l'archeologo/paleontologo gesuita che ispirò a Blatty il personaggio di Padre Merrin quando scrisse L'esorcista).
Il regista britannico John Boorman, chiamato a dirigere il film, disse che "l'idea di realizzare un thriller metafisico ha fortemente attratto la mia psiche". Anni prima, Boorman era stato considerato dalla Warner Bros. come possibile regista del film L'esorcista, ma egli rifiutò perché considerava la storia "piuttosto ripugnante". Boorman, tuttavia, fu incuriosito dall'idea di dirigere un sequel, spiegando che "ogni film deve sforzarsi di trovare una connessione con il suo pubblico. Qui ho visto la possibilità di fare un film estremamente ambizioso, senza dover perdere tempo a sviluppare questa connessione. Io posso fare delle ipotesi e portare il pubblico a compiere un viaggio cinematografico molto avventuroso".

### Cast
Linda Blair fu felice di tornare ad interpretare il ruolo di Regan MacNeil, ma si rifiutò di sottoporsi di nuovo al trucco al quale si era sottoposta per il precedente film, così per le scene con Regan posseduta fu necessario utilizzare una sua controfigura.
Max von Sydow fu convinto da Boorman a riprendere il ruolo di Padre Merrin; egli infatti era inizialmente riluttante all'idea.
Kitty Winn fu contattata per riprendere il ruolo di Sharon Spencer solo dopo che Ellen Burstyn si rifiutò di tornare ad interpretare Chris MacNeil.
Boorman contattò William O'Malley affinché tornasse ad interpretare il ruolo di Padre Joseph Dyer. Tuttavia, O'Malley era impegnato e non poteva recitare la sua parte costringendo così a trasformare il personaggio di Padre Dyer in quello di Padre Philip Lamont. Jon Voight, David Carradine, Jack Nicholson e Christopher Walken furono tutti considerati per la parte di Padre Lamont, che John Boorman inizialmente aveva concepito come un giovane prete in soggezione degli scritti di Padre Merrin. Quando si decise di renderlo un personaggio più maturo, la scelta cadde su Richard Burton.
Il ruolo del Dr. Gene Tuskin era stato scritto inizialmente per un uomo e sia Chris Sarandon sia George Segal furono presi in considerazione per interpretarlo. Nel momento in cui si decise di rendere femminile il ruolo del medico, per la sua parte furono prese in considerazione Ann-Margret e Jane Fonda, ma alla fine fu accettata da Louise Fletcher, che l'anno prima aveva vinto il premio Oscar per la miglior attrice protagonista per Qualcuno volò sul nido del cuculo.

### Sceneggiatura e riprese
Le riprese iniziarono nel maggio 1976 con un budget di 12,5 milioni di dollari (il film ultimato ne costò 14). Nonostante Boorman volesse girare la maggior parte del film in luoghi reali (inclusa l'Etiopia e il Vaticano), questo non fu possibile e molte scene esterne furono girate nei set della Warner Bros. Anche la casa dei MacNeil a Georgetown dovette essere ricreata in studio perché al regista fu negato il permesso di filmare la casa originale. Anche la famosa "Hitchcock Steps" adiacente alla casa dei MacNeil dovette essere ricreata in studio per il rifiuto dei permessi a girare da parte delle autorità di Washington. La scena dove una Regan sonnambula cammina sui tetti venne girata a New York agli uffici della Warner Bros., al n°666 della Fifth Avenue. Per quella scena non venne usata nessuna controfigura, fu proprio Linda Blair ad interpretarla.
Boorman, trovando la sceneggiatura brutta, chiese a Goodhart di riscriverla aggiungendovi le idee di Rospo Pallenberg. Goodhart si rifiutò e così la sceneggiatura venne quasi completamente riscritta da Pallenberg e Boorman. La sceneggiatura di Goodhart venne riscritta in contemporanea alle riprese con i suoi scrittori incerti su come la storia dovesse finire. L'attrice Linda Blair disse che "La sceneggiatura iniziale era molto bella. Dopo che questa venne riscritta cinque volte, il film non era più lo stesso."
L'esorcista II ha avuto numerosi problemi durante la produzione. Boorman contrasse la coccidioidomicosi (un'infezione respiratoria causata da un fungo) a causa della sabbia usata sul set africano e le riprese furono così interrotte per cinque settimane. Gli altri problemi furono: la rapida morte (100 al giorno) delle 2.500 locuste, importate dall'Inghilterra, che dovevano essere usate durante le riprese (Lo sciame di locuste fu realizzato pitturando di marrone centinaia di noccioline che furono poi lanciate attraverso un getto d'aria. ); l'abbandono dell'addetto al montaggio John Merritt che venne sostituito da Tom Priestley; le attrici Kitty Winn e Louise Fletcher soffrirono entrambe di infezioni della cistifellea.
Uno degli elementi chiave del film è l'esorcismo operato da Padre Merrin in Africa su un giovane ragazzo di nome Kokumo. Questo esorcismo è stato appena menzionato nel film L'esorcista e viene qui mostrato attraverso alcuni flashback. Questo esorcismo sarà riproposto molti anni dopo nei film spin-off/prequel L'esorcista - La genesi (2004) e Dominion: Prequel to the Exorcist (2005) ma in maniera completamente diversa da quanto qui mostrato. Nel quarto film infatti il ragazzo non si chiama Kokumo, i luoghi e le circostanze dell'esorcismo sono diverse da quelle indicate ne L'esorcista II - L'eretico ed inoltre non è il ragazzo africano ad essere posseduto ma un altro personaggio.
Secondo quanto rivelato da Linda Blair in un'intervista, Pallenberg diresse molte scene del film.

## Incassi
Al tempo in cui il film fu fatto, si trattava della produzione più costosa mai affrontata dalla Warner Bros. Pur non diventando un flop commerciale, L'esorcista II - L'eretico fu una grande delusione ai botteghini: negli Stati Uniti incassò 30749142 $, praticamente poco più di un decimo rispetto ai 232906145 $ incassati dal primo film, sempre negli Stati Uniti.
Inoltre ricevette numerose critiche negative.

## Versioni
La versione originale del film durava tre ore, ma fu ridotta dal regista ad una durata di 118 minuti.
Dopo la prima del film (il quale fu accolto estremamente male dal pubblico al termine della proiezione gli spettatori del cinema sull'Hollywood Boulevard), il regista fu nuovamente costretto a tagliare diverse scene e a girare un nuovo finale. Questa nuova versione del film, della durata di 110 minuti, è la versione più nota al pubblico, trasmessa in TV e distribuita in VHS.
La versione di 118 minuti è stata, invece, riproposta per la distribuzione in DVD. Per l'occasione, in Italia è stata ridoppiata.